# Дмитрова Гора
Дмитрова Гора (рос. Дмитрова Гора) — село в Конаковському районі Тверської області Російської Федерації.
Населення становить 1101 особу. Входить до складу муніципального утворення Дмитровогорське сільське поселення.

## Історія
Від 2005 року входить до складу муніципального утворення Дмитровогорське сільське поселення.

## Населення
| 1859 | 1887 | 1921 | 1997  | 2002  | 2010  |
| ---- | ---- | ---- | ----- | ----- | ----- |
| 659  | ↗719 | ↗819 | ↗1065 | ↗1084 | ↗1101 |